# Hajós Alfréd
Hajós Alfréd (eredetileg Guttmann Arnold; Budapest, 1878. február 1. – Budapest, 1955. november 12.) magyar építészmérnök, gyorsúszó, labdarúgó, labdarúgó-játékvezető, újságíró, a magyar labdarúgó-válogatott szövetségi kapitánya, az első magyar olimpiai bajnok. A sportsajtó által adományozott beceneve a „Magyar delfin”.

## Élete
Budapesti szegény zsidó családból származott, édesapja Guttmann Jakab zsákhordó, édesanyja Löwy Rozália. 1899 októberében egyéves önkéntes tiszthelyettes-képző szolgálatra vonult be a 6-os vártüzérekhez. Miután a Műegyetemen oklevelet szerzett, Alpár Ignác irodájában, majd Lechner Ödönnel dolgozott. 1907-ben nyitott önálló irodát. Sikerrel vett részt pályázatokon. Kezdetben szecessziós, majd eklektikus, később konstruktív, modern stílusban alkotott.
1908. április 30-án Budapesten, a Terézvárosban feleségül vette Blockner Vilmát, Blockner Izidor és Eisler Regina leányát.
Hajós Alfréd sportsikereinek köszönhetően a zsidótörvények hatálya alól kezdetben mentességet élvezett. A nyilasuralom idején viszont már bujkálnia kellett. Mégsem elsősorban magán, hanem a többi zsidó származású sportolón próbált segíteni. Vitéz Halassy Olivér vízilabdázó és úszó olimpiai bajnok – aki házában több zsidó sportolót bújtatott – segített neki ebben.
Halálát specifikus tüdőbaj okozta 1955-ben.

## Sportolóként
Mint a korabeli ifjúság több tagja, ő is aktívan sportolt.

### Úszóként
A Magyar Úszó Egyesület (MÚE) tagjaként (1894–1896) volt egyesületi sportember. Az 1896. évi nyári olimpiai játékokon (az első újkori olimpián) Athénban a 13 °C-os tengervízben megrendezett versenyen megnyerte mind a 100 m-es (1:22,2) – vízből indulva –, mind pedig az 1200 m-es (18:22,1) – hajóról a partra úszva – gyorsúszószámot, ezzel ő szerezte a magyar sport első és második olimpiai győzelmét (nem aranyérmét, hiszen akkor még ezüstérem járt a győzteseknek). Sikereit a magyar tempónak nevezett úszóstílusnak köszönhette, ami gyakorlatilag megegyezett a mai gyorsúszó stílussal. 1895-ben nem hivatalos Európa-bajnok 100 méter gyorson, „örökös magyar bajnok”.

### Labdarúgóként

#### Klubcsapatban
Sportolóként úszott, atletizált (1896–1898), közben tornászott és a labdarúgást is kiemelkedő szinten végezte. Fizikai felkészültségének elismeréseként játékosként balösszekötőként alkalmazták képességeit. 1897. május 9-én az első nyilvános edzőmérkőzésen játszott labdarúgó-mérkőzésen a Budapesti Torna Club (BTC) csapatában. A BTC-ben 1898–1904 között rúgta a labdát. 1901-ben és 1902-ben tagja volt a bajnokcsapatnak.

### Labdarúgó-játékvezetőként
Gyakorlata, valamint szabályismerete alapján vizsga nélkül, 1897-től szükségből lett játékvezető. Az alakuló klubtalálkozókon, bemutató mérkőzéseken, az MLSZ által üzemeltetett bajnokságokban tevékenykedett. Játékvezetésből 1903-ban Budapesten az MLSZ Bíróvizsgáló Bizottság (BB) előtti elméleti és gyakorlati vizsgát tett. Az MLSZ BB javaslatára 1903-tól NB I-es bíró. Küldési gyakorlat szerint rendszeres partbírói szolgálatot is végzett. A nemzeti játékvezetéstől 1908-ban visszavonult. NB I-es mérkőzéseinek száma: 14.
| Időpont           | Helyszín                            | Mérkőzés típusa          | Mérkőzés            | Eredmény | Nézők száma |
| ----------------- | ----------------------------------- | ------------------------ | ------------------- | -------- | ----------- |
| 1903. május 17.   | Margitszigeti Sportpálya, Budapest, | első NB I-es mérkőzése   | Postás SE–MTK       | 13– 0    | Zárt kapus  |
| 1908. február 16. | Millenáris Sportpálya, Budapest     | utolsó NB I-es mérkőzése | Ferencvárosi TC–MAC | 4 – 2    | Zárt kapus  |

A Magyar Labdarúgó-szövetség terjesztette fel nemzetközi játékvezetőnek, a Nemzetközi Labdarúgó-szövetség (FIFA) bíróinak keretébe. Európában a legtöbb válogatott mérkőzést vezetők rangsorában többed magával, 1 (1907. április 7.–1907. április 7.) találkozóval tartják nyilván.
| Időpont          | Helyszín                        | Mérkőzés típusa         | Mérkőzés                | Eredmény | Nézők száma |
| ---------------- | ------------------------------- | ----------------------- | ----------------------- | -------- | ----------- |
| 1907. április 7. | Millenáris Sportpálya, Budapest | 11. válogatott mérkőzés | Magyarország–Csehország | 5 – 2    | 1000        |

### Sportvezetőként

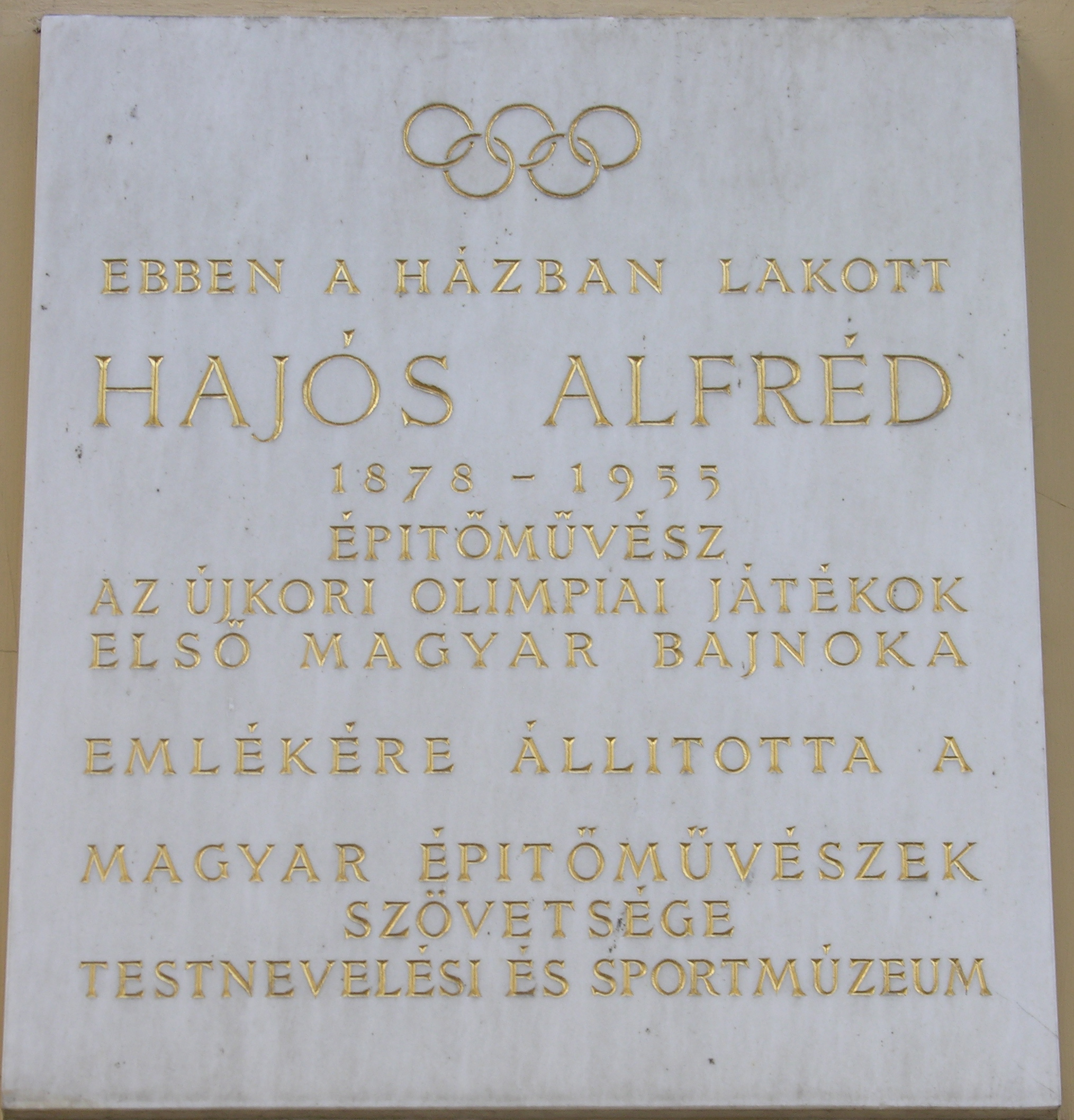
Hajós Alfréd emléktáblája egykori lakhelyén, a budapesti Báthori utca 5. szám alatt

Mielőtt a Magyar Labdarúgó-szövetség (MLSZ) megindította volna a nemzetek közötti mérkőzéseket, több alkalmi mérkőzést játszott a magyar válogatott. Először nem volt szövetségi kapitány, még válogató bizottság sem, a kiküldöttek tanácsa állította össze a csapatot. A rendszeres nemzetközi mérkőzéseknél már nehézkesnek bizonyult a szavazás, mert nem mindig a legjobbakat hozta össze egy csapatba. A bizottsági válogatók mellé kapitányt választottak, aki intézte a kijelölt csapat sorsát. Tárgyilagossága hiányában a válogató bizottság megszűnt, ezért a legjobbnak tartott szakemberre bízták a válogatást, ő lett a szövetségi kapitány. A szövetségen belüli – hatalmi – irányvonalaknak köszönhetően egy-egy vereség után a válogató bizottság vissza-vissza tért.
1906-ban az MLSZ felnőtt válogatottjának vezetője, három mérkőzésének eredménye: 1 győzelem, 2 döntetlen.
A Magyar Olimpiai Bizottság tagja.

## Ismert épületei
Eleinte szecessziós, majd eklektikus, kiforrott korában konstruktív, modern szellemű, leginkább olasz hatású stílusban alkotott.

### 1920 előtt
| Leírás                                               | Helység, cím                           | Építés éve | Megjegyzés                                                                             | Kép                                                         |
| ---------------------------------------------------- | -------------------------------------- | ---------- | -------------------------------------------------------------------------------------- | ----------------------------------------------------------- |
| Bencés gimnázium                                     | Kőszeg, Hunyadi János u. 10.           | 1907–1908  | ma: Jurisich Miklós Gimnázium                                                          |                                                             |
| Dozzi József Szalámigyár Rt. gyárépülete             | Budapest, Dembinsky (ma Wysocki) u. 1. | 1908–1910  | ma: REAGENS Fejlesztő Gyártó és Ker. Kft.                                              |                                                             |
| Református Egyház Zsinati Központja                  | Budapest, Abonyi utca 21.              | 1908–1909  | ma: Magyarországi Református Egyház Zsinati Hivatala; belső berendezését is ő tervezte |                                                             |
| Vakok Intézete                                       | Szombathely, Dózsa György utca 4.      | 1910       | ma: Nagy Lajos Gimnázium                                                               |                                                             |
| Füzesséry-bérház                                     | Budapest, Gerlóczy utca 7.             | 1910–1911  |                                                                                        |                                                             |
| Krämer-bérház                                        | Budapest, Csanády u. 16.               | 1910       | homlokzata átalakítva                                                                  |                                                             |
| Római katolikus gimnázium                            | Lőcse, Kláštorská číslo 37             | 1911–1913  |                                                                                        |                                                             |
| Magyar Mezőgazdák Szövetkezetének Székháza           | Budapest, Alkotmány u. 29.             | 1911–1912  |                                                                                        |                                                             |
| Weidlich-palota                                      | Miskolc, Széchenyi utca 19.            | 1911       |                                                                                        |                                                             |
| Magyar Általános Hitelbank palotája                  | Szabadka, Köztársaság tér 2.           | 1911–1912  |                                                                                        | Archiválva 2023. április 5-i dátummal a Wayback Machine-ben |
| Lichtenstein-palota                                  | Miskolc, Hunyadi út 5.                 | 1912       |                                                                                        |                                                             |
| Vakok Intézete                                       | Szeged, Alsó Kikötő sor 1.             | 1912       |                                                                                        |                                                             |
| Vakokat Gyámolító Országos Egyesület székháza        | Budapest, Hermina út 7.                | 1912       | ma: Zuglói Egészségügyi Szolgálat                                                      |                                                             |
| Szombathelyi Mezőgazdasági Takarék- és Hitelbank Rt. | Szombathely, Király u. 17.             | 1913       |                                                                                        |                                                             |
| Hitelintézeti palota                                 | Miskolc, Széchenyi utca 29.            | 1913       |                                                                                        |                                                             |
| Aranybika Szálló                                     | Debrecen, Piac u. 11-15.               | 1915       | ma: Grand Hotel Aranybika                                                              |                                                             |

### 1920–1945
| Leírás                                                                         | Helység, cím                                      | Építés éve | Megjegyzés                                            | Kép |
| ------------------------------------------------------------------------------ | ------------------------------------------------- | ---------- | ----------------------------------------------------- | --- |
| UTE Stadion                                                                    | Újpest (ma: Budapest), Megyeri út 13.             | 1921–1922  |                                                       |     |
| Népkerti Vigadó                                                                | Miskolc, Görgey Artúr utca 23.                    | 1926       | az Adler Károly tervezte épület (1902-1903) átépítése |     |
| Népkerti sporttelep                                                            | Miskolc                                           | 1926       |                                                       |     |
| Selyemréti Strandfürdő                                                         | Miskolc, Bajcsy-Zsilinszky 58.                    | 1927       |                                                       |     |
| Millenáris Sportpálya                                                          | Budapest, Szabó József u. 3.                      | 1928       |                                                       |     |
| Szegedi Úszóegyesület Uszodája (SZÚE)                                          | Szeged, Torontál tér 10.                          | 1930       | 2009-ben lebontották                                  |     |
| Nemzeti Sportuszoda                                                            | Budapest, Margit-sziget                           | 1930       |                                                       |     |
| Győri Versenyuszoda                                                            | Győr                                              | 1931       |                                                       |     |
| lakóépület                                                                     | Budapest, Attila út 119. (régebben Attila út 81.) | 1932       |                                                       |     |
| Balassagyarmati strandfürdő és 33 m-es uszoda                                  | Balassagyarmat                                    | 1934–1935  |                                                       |     |
| a Pünkösdfürdői Strandfürdő 50 m-es versenymedencéje és a 25 m-es tanmedencéje | Budapest, Királyok útja 272.                      | 1935       |                                                       |     |
| a Pesti Izraelita Hitközség szállodabérháza                                    | Budapest, Andrássy út 111.                        | 1937–1938  |                                                       |     |
| Verőfény Ház- és Lakásépítő Szövetkezet társasháza                             | Budapest, Kresz Géza utca 51.                     | 1943       |                                                       |     |

### 1945 után
| Leírás                                                    | Helység, cím                         | Építés éve | Megjegyzés                          | Kép |
| --------------------------------------------------------- | ------------------------------------ | ---------- | ----------------------------------- | --- |
| Hajdúszoboszlói Gyógyfürdő                                | Hajdúszoboszló, Szent István park 1. | 1946       | ma: Hungarospa Hajdúszoboszlói Zrt. |     |
| Tüdőbetegkórház                                           | Budapest, Amerikai út                | 1950       |                                     |     |
| Szabolcs utcai kórház szülészeti és nőgyógyászati épülete | Budapest, Szabolcs utca              | 1952       |                                     |     |

1945 után a budapesti Vajdahunyad vára, a Tőzsdepalota és több más középület helyreállítási munkálatait vezette. 1946-ban Weichinger Károllyal a hajdúszoboszlói fürdőváros szabályozási és beépítési tervét készítettel el.

### Építési év kérdéses
- Színház, Debrecen[12]
- Leányiskola, Pozsony[12]
- Szegedi Gyógypedagógiai Intézet
- Lőcsey Gimnázium (Debrecen)
- Pápai sporttelep[12]
- Szegedi sporttelep[12]
- Kaposvári sporttelep[12]
- Felsőbb leányiskola (Pozsony)
- PSC Sporttelep (Pécs)
- Vakok Intézete, Vác[22]

További lakóépületek a fővárosban, a Napraforgó utcában, a Stefánia úton és a Fehérvári úton. De több ipari épület is öregbíti munkásságát, mint például a Déva utcában a Rotor felvonógyár épületei. Töretlenül folytatódott az úszósporthoz fűződő elszakíthatatlan kapcsolata, a svábhegyi szanatórium uszodája és strandja, a IV. kerületi, újpesti uszoda és strand. Lakóházat tervezett a Budapest I. kerületi Toldy Ferenc utcában is.

### Tervben maradt épületek
- 1905: Kultuszminisztérium, Budapest[22]
- 1906: VI. kerületi főgimnázium, Budapest[22]
- 1907: Erzsébetvárosi Igazságügyi Palota, Budapest[42]
- 1913: Nemzeti Stadion, Budapest, Margit-sziget[22]
- 1913: erdőigazgatósági székház, Besztercebánya[43]
- 1914: Vakok Intézete, Kolozsvár[22]

## Sikerei, díjai

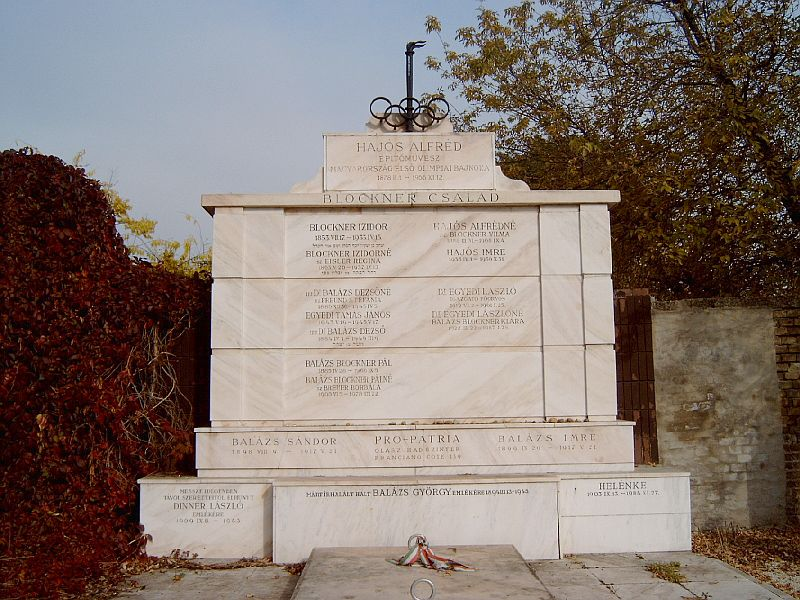
Hajós Alfréd síremléke Budapesten. Kozma utcai izraelita temető: B-18-11.

1922-ben a negyedszázados jubileumát ünneplő magyar futball vezetése márványlapra helyezett díszplakettel és szövetségi jelvénnyel tüntette ki. Abban az évben jubileumi találkozóhoz érkezett a magyar-osztrák "házi" vetélkedés; 50. alkalommal csapott össze a két válogatott gárda. A kezdő rúgás elvégzésére kérték fel, mint az első mérkőzés résztvevőjét, a válogatott volt vezetőjét, az MLSZ alelnökét.
1923-ban a 25 éves játékvezetői, sportvezetői tevékenységének elismeréseként arany jelvény tárgyjutalomban részesült az Országos Tanács jóváhagyásával.
Az 1924. évi nyári olimpiai játékok művészeti versenyében egy stadiontervével ezüstérmet szerzett (Lauber Dezsővel közösen) úgy, hogy az első díjat nem adták ki (ezüstérmet csak Hajós kapott, mivel a pályázatról Lauber aláírása hiányzott, aki végül csak emlékéremben részesült). A Hajós Alfréd Nemzeti Sportuszodában áll fejszobra.
- Építész Aranydiploma
- Sztahanovista oklevél
- Posztumusz Ybl Miklós-díj (2010)
- A magyar úszósport halhatatlanja (2013)[44]

## Írásai
- Így lettem olimpiai bajnok; ill. Újvári Dezsőné; Sport, Bp., 1956

## Statisztika

### Mérkőzései a labdarúgó-válogatottban
| Magyarország | Magyarország      | Magyarország               | Magyarország | Magyarország | Magyarország     | Magyarország | Magyarország | Magyarország |
| #            | Dátum             | Helyszín                   | Hazai        | Eredmény     | Vendég           | Kiírás       | Gólok        | Esemény      |
| ------------ | ----------------- | -------------------------- | ------------ | ------------ | ---------------- | ------------ | ------------ | ------------ |
|              | 1901. április 13. | Budapest, Millenáris-pálya | Magyarország | 1 – 6        | Surrey Wanderers | barátságos   | -            |              |
| 1.           | 1902. október 12. | Bécs, WAC-pálya            | Ausztria     | 5 – 0        | Magyarország     | barátságos   | -            |              |
|              | Összesen          |                            |              | 1            | mérkőzés         |              | 0            | gól          |

### Mérkőzései szövetségi kapitányként
| Magyarország | Magyarország      | Magyarország               | Magyarország | Magyarország | Magyarország | Magyarország | Magyarország | Magyarország |
| #            | Dátum             | Helyszín                   | Hazai        | Eredmény     | Vendég       | Kiírás       | Gólok        | Esemény      |
| ------------ | ----------------- | -------------------------- | ------------ | ------------ | ------------ | ------------ | ------------ | ------------ |
| 1.           | 1906. április 1.  | Budapest, Millenáris-pálya | Magyarország | 1 – 1        | Csehország   | barátságos   | -            |              |
| 2.           | 1906. október 7.  | Prága, Slavia-stadion      | Csehország   | 4 – 4        | Magyarország | barátságos   | -            |              |
| 3.           | 1906. november 4. | Budapest, Millenáris-pálya | Magyarország | 3 – 1        | Ausztria     | barátságos   | -            |              |
|              | Összesen          |                            |              | -            | mérkőzés     |              | -            | gól          |